# Klaus Hecke
Klaus Hecke (* 1944 in Berlin) ist ein deutscher Schauspieler.

## Leben
Vor allem die Rolle des hochbegabten Hausmeisters Ferdinand Lurch in der Serie Unser Lehrer Doktor Specht machte ihn bei größerem Publikum bekannt. Eine weitere markante Rolle gab er im Drama Abschied von 1968, wo er den jüdischen Mitschüler Löwenstein darstellte.
Hecke war Mitglied des Berliner Ensembles.
Zusätzlich ist er gelegentlich in Hörspielen zu hören.

## Filmografie
- 1968: Abschied
- 1969/1977: Die seltsame Reise des Alois Fingerlein (Theateraufzeichnung)
- 1975: Looping
- 1977: Scherz, Satire, Ironie und tiefere Bedeutung (Theateraufzeichnung)
- 1978: Geschichten aus dem Wiener Wald (Theateraufzeichnung)
- 1983: Film-Salabim
- 1983: Polizeiruf 110: Die Spur des 13. Apostels (Fernsehreihe)
- 1985: Polizeiruf 110: Laß mich nicht im Stich
- 1987: Die Entfernung zwischen dir und mir und ihr
- 1987: Spuk von draußen
- 1987: Auf Touren
- 1988: Kai aus der Kiste
- 1988: Mensch, mein Papa...!
- 1988: Die Entfernung zwischen dir und mir und ihr
- 1989: Flugstaffel Meinecke (TV-Serie)
- 1989: Polizeiruf 110: Gestohlenes Glück
- 1989: Großer Frieden (Theateraufzeichnung)
- 1991: Polizeiruf 110: Das Treibhaus
- 1991: Zwischen Pankow und Zehlendorf
- 1991: Polizeiruf 110: Mit dem Anruf kommt der Tod
- 1992: Landschaft mit Dornen
- 1994: Sherlock Holmes und die sieben Zwerge
- 1994: Um jeden Preis
- 1994: Liebling Kreuzberg (TV-Serie, zwei Folgen)
- 1995–1999: Unser Lehrer Doktor Specht (TV-Serie, 21 Folgen, 3. Staffel; drei weitere Auftritte in Staffel 4 & 5)
- 1995: Das größte Fest des Jahres
- 1996: Wolffs Revier – Du sollst töten (TV-Serie)
- 1996: Polizeiruf 110: Der schlanke Tod
- 1998: Wolffs Revier – Der kleine Tod (TV-Serie)
- 2000: Wolffs Revier – Tanz mit dem Teufel (TV-Serie)
- 2001: Hinten scheißt die Ente
- 2006: Maria am Wasser

## Theater
- 1981: Was ihr wollt
- 1981: Louis Angely: Die Schneidermamsells – Regie: Günter Rüger (Kleine Bühne „Das Ei“ – Berlin)
- 1984: Peter Weiss: Der neue Prozess (Kaminer) – Regie: Axel Richter (Berliner Ensemble)
- 1987: Bertolt Brecht: Baal (Bürger) – Regie: Alejandro Quintana (Berliner Ensemble)
- 1988: Bertolt Brecht: Die Mutter (Pawels Genosse) – Regie: Manfred Wekwerth/Joachim Tenschert (Berliner Ensemble)
- 1989: Heiner Müller: Germania Tod in Berlin (Kleinbürger) – Regie: Fritz Marquardt (Berliner Ensemble)
- 1989: Wolokolamsker Chaussee
- 1991: Villa Jugend
- 1993: Ödön von Horváth: Sladek – Regie: Fritz Marquardt (Berliner Ensemble)
- 1996: Arturo Ui
- 2000: Das Lebewohl
- 2001: Der Stellvertreter
- 2004: Die Wildente
- 2006: Yvonne, die Prinzessin von Burgund
- 2007: Wallenstein
- ??? : Der Heiratsantrag

## Hörspiele
- 1977: Mord mit Ladehemmung
- 1984: Die Schwanenprinzessin
- 1984: Annelies Schulz: Schiewas Rache oder Die Geschenke der Götter – Regie: Norbert Speer (Kinderhörspiel – Rundfunk der DDR)
- 1989: Der Elefant im Krankenhaus
- 1991: Der Bergkristall
- 1992: Der Spinat kommt
- 1992: Es ist so, wie es ist
- 1993: Mario Göpfert: Die Mondblume – Regie: Peter Groeger (DS Kultur)
- 1994: Das weiße Kanu
- 1997: Der glattrasierte Weihnachtsmann
- 1998: Michail Bulgakow: Der Meister und Margarita – Regie: Petra Meyenburg (Hörspiel (30 Teile) – MDR)
- 1999: Die Geschichte von den vier Werkzeugmachern
- 2002: Böhme stirbt in Neustrelitz
- 2004: Der bittere Lorbeer